# Brian Keith
Brian Keith; geboren als Robert Alba Keith (* 14. November 1921 in Bayonne, New Jersey; † 24. Juni 1997 in Malibu, Los Angeles, Kalifornien) war ein US-amerikanischer Theater-, Film- und Fernseh-Schauspieler.

## Leben
Brian Keith wurde als Sohn des Schauspielers Robert Keith und der Theaterschauspielerin Helena Shipman (1891–1983) geboren. Sein Debüt als Schauspieler hatte Keith im Alter von drei Jahren in dem Stummfilm Pied Piper Malone (1924). Nach der Highschool trat er den US Marines bei. Er diente während des Zweiten Weltkriegs zwischen 1942 und 1945 als Bordschütze einer Douglas SBD bei der US Navy und erhielt für seine Verdienste eine Air Medal.
Nach Ende des Krieges wurde er Theaterschauspieler und in den späten 1940er Jahren kam er zum Fernsehen und Film. Keith war ein eindrucksvoller Schauspieler, der viele Jahre Nebenrollen spielte. Weltweit bekannt wurde er ab  Anfang der 1960er Jahre in einer Reihe von Walt-Disney-Filmen – er gehörte bald zu den wichtigsten Stars des Studios, später vor allem in der Rolle des Onkel Bill in der Serie Lieber Onkel Bill (engl.: Family Affairs, 1966–1971) und als pensionierter Richter in der Serie Hardcastle & McCormick. 1968 war er neben Doris Day in deren letztem Kinofilm Der Mann in Mammis Bett zu sehen.
In manchen Produktionen wird er auch unter seinem vollen Namen Brian Robert Keith gelistet.
Keith war dreimal verheiratet, in erster Ehe mit der Schauspielerin Frances Helm (1923–2006), dann ab 1954 mit der Schauspielerin Judy Landon (1932–2021) und zuletzt ab 1970 mit der Schauspielerin Victoria Young (* 1945). Er hatte zwei Kinder mit Landon (Michael und Mimi) und adoptierte mit ihr drei weitere (Barbra, Betty und Rory). Aus der Ehe mit Young gingen ebenfalls zwei Kinder hervor (David und Daisy). Sein Sohn Michael starb 1963 als Achtjähriger an den Folgen einer Lungenentzündung.
Brian Keith, der lange Zeit ein starker Raucher war, litt unter einem Lungenemphysem und hatte Lungenkrebs, worauf er sich einer Chemotherapie unterzog. Infolge seiner schweren Krankheit und von Depressionen, die durch den Suizid seiner 27-jährigen Tochter Daisy im April 1997 ausgelöst wurden, nahm sich Keith im Juni desselben Jahres das Leben, indem er sich mit einem Gewehr erschoss. Brian Keith wurde neben seiner Tochter auf dem Westwood Village Memorial Park Cemetery in Los Angeles, Kalifornien, beigesetzt. 2008 erhielt Keith posthum einen Stern auf dem Hollywood Walk of Fame.

## Filmografie

### Filme
- 1924: Pied Piper Malone
- 1924: The Other Kind of Love
- 1953: Die Bestie der Wildnis (Arrowhead)
- 1954: Alaska Seas
- 1954: Jivaro
- 1954: The Bamboo Prison
- 1955: The Violent Men
- 1955: In die Enge getrieben (Tight Spot)
- 1956: 5 Against the House
- 1956: Storm Center
- 1957: Nightfall
- 1957: Dino
- 1957: Run of the Arrow
- 1957: Chicago Confidential
- 1957: Hell Canyon Outlaws
- 1958: Im Höllentempo nach Fort Dobbs (Fort Dobbs)
- 1958: Desert Hell
- 1958: Sierra Baron
- 1958: Violent Road
- 1958: König der Banditen (Villa!)
- 1959: Appointment with a Shadow
- 1959: Der Mann aus Philadelphia (The Young Philadelphians)
- 1960: Ten Who Dared
- 1961: Die Vermählung ihrer Eltern geben bekannt (The Parent Trap)
- 1961: Gefährten des Todes (The Deadly Companions)
- 1962: Mondgeflüster (Moon Pilot)
- 1963: Im Tal der Apachen (Savage Sam)
- 1963: Die rauhen Reiter von Texas (The Raiders)
- 1964: Der Tiger ist los (A Tiger Walks)
- 1964: …denn Pulverdampf ist kein Parfüm (The Tenderfoot) – Fernsehfilm
- 1964: Borste & Jace – Eine Tierische Freundschaft (Bristle Face) – Fernsehfilm
- 1964: Drei Mädchen in Madrid (The Pleasure Seekers)
- 1965: Diese Calloways (Those Calloways)
- 1965: Vierzig Wagen westwärts (The Hallelujah Trail)
- 1966: Rancho River (The Rare Breed)
- 1966: Die Russen kommen! Die Russen kommen! (The Russians Are Coming, the Russians Are Coming)
- 1966: Nevada Smith
- 1966: Das Mondkalb (Way… Way Out)
- 1967: Spiegelbild im goldenen Auge (Reflections in a Golden Eye)
- 1968: Der Mann in Mammis Bett (With Six You Get Eggroll)
- 1969: Krakatoa – Das größte Abenteuer des letzten Jahrhunderts (Krakatoa, East of Java)
- 1969: Gaily, Gaily, auch: Heißes Pflaster Chicago (Gaily, Gaily)
- 1970: Stellt euch vor, es gibt Krieg und keiner geht hin (Suppose They Gave a War and Nobody Came?)
- 1970: Ausbruch der 28 (The MacKenzie Break)
- 1971: El Capitano (Something Big)
- 1971: Cowboy John – Der letzte Held im wilden Westen (Scandalous John)
- 1974: Yakuza (The Yakuza)
- 1975: Der Wind und der Löwe (The Wind and the Lion)
- 1976: Joe Panther
- 1976: Der Sieg seines Lebens (The Loneliest Runner)
- 1976: Nickelodeon (Nickelodeon)
- 1978: Um Kopf und Kragen (Hooper)
- 1978: Centennial
- 1978: Colorado Saga
- 1979: Meteor (Meteor)
- 1980: The Mountain Men
- 1980: Charlie Chan und der Fluch der Drachenkönigin (Charlie Chan and the Curse of the Dragon Queen)
- 1981: Sharky und seine Profis (Sharkey's Machine)
- 1982: Weltkrieg III (World War III)
- 1987: Alamo – 13 Tage bis zum Sieg (The Alamo)
- 1987: Helden USA (Death Before Dishonor)
- 1988: Young Guns
- 1989: Welcome Home
- 1990: Rivalen der Liebe (After the Rain)
- 1993: Wind Dancer
- 1994: Tex Murphy (Under a Killing Moon)
- 1996: Das Leben geht weiter (Entertaining Angels: The Dorothy Day Story)
- 1997: Rough Riders – Das furchtlose Regiment (Rough Riders)
- 1999: Follow Your Heart

### Fernsehserien
- 1955–1956: The Crusader
- 1960: The Westerner (13 Folgen)
- 1963: Auf der Flucht (The Fugitive)
- 1966–1971: Lieber Onkel Bill (Family Affair)
- 1972–1974: Der Nächste bitte! (The Brian Keith Show)
- 1975: Archer
- 1983–1986: Hardcastle & McCormick
- 1984: Mord ist ihr Hobby (Murder She Wrote)
- 1987: Pursuit of Happiness
- 1989: Heartland
- 1991–1992: Walter and Emily
- 1993: Star Trek: Deep Space Nine (Folge 1x15 Mulliboks Mond)
- 1996: Walker, Texas Ranger
- 1996: Ein Hauch von Himmel (Touched by an Angel)